# Valentí Almirall
Valentí Almirall i Llozer, né le 8 mars 1841 à Barcelone et mort le 20 juin 1904 à Barcelone, est un avocat, journaliste et homme politique espagnol. D'idéologie fédéraliste et proche des idéaux de gauche, il est considéré comme l'un des pères du catalanisme politique.
Il fut notamment le fondateur de Diari Català en 1879, le premier journal écrit en catalan.
Il fut membre de la Franc-maçonnerie.

## Œuvres
- Idea exacta de la Federación. La República Federal Española. Datos para su organización (1873)
- El alma al diablo (1878), novel·la
- Una autoridad modelo. Historia de un gobernador de orden (1878) novel·la
- Escritos catalanistas. El Renacimiento catalán, las leyes forales y el carlismo en Cataluña (1878)
- La Casa de Caridad de Barcelona (1879)
- La Confederación suiza y la Unión americana. Estudio político comparativo (1881?)
- El Tiro federal suizo: descripción de la fiesta en 1883 (1883)
- Los Estados Unidos de América. Estudio Político (1884)
- Lo Catalanisme. Motius que el legitimen, fonaments científics i solucions pràctiques (1886)
- Poesia del Regionalisme (1886)
- Regionalisme i particularisme (1901)
- Aspecte polític i social del renaixement català (1901)